# Erec
Sir Erec, hijo del rey Lac, es un caballero de la Mesa Redonda en la leyenda artúrica. Aparece en numerosos cuentos artúricos (en particular, el ciclo posvulgata), pero es más famoso como protagonista del primer romance de Chrétien de Troyes, Erec et Enide. Debido a la relación de Erec y Enide con los galeses Geraint y Enid, Erec y Geraint a menudo se combinan o confunden.
En la historia de Chrétien, Erec conoce a su futura esposa Enide mientras tiene la misión de derrotar a un caballero que había maltratado a uno de los sirvientes de Ginebra. Los dos se enamoran y se casan, pero se difunden rumores de que a Erec ya no le importa el título de caballero ni nada más que su vida doméstica. Enide llora por estos rumores, lo que hace que Erec demuestre sus habilidades, tanto a sí mismo como a su esposa, disfrazando la aventura como una prueba del amor de Enide por él. Érec la hace emprender un viaje largo y tortuoso con él en el que tiene prohibido hablarle. Ella rompe sus condiciones varias veces para advertirle del peligro, y después de una serie de aventuras que demuestran tanto su amor como sus habilidades, marido y mujer se reconcilian. Cuando muere el padre de Erec, Lac, este hereda su reino.